# Gernot Haas
Gernot Haas (* 29. April 1978 in Graz) ist ein österreichischer Schauspieler, Kabarettist, Moderator und Dialektkünstler.

## Leben
Haas studierte Rechtswissenschaften an der Karl-Franzens-Universität Graz. Parallel zu seiner Schulbildung am Akademischen Gymnasium in Graz und dem anschließenden Jus-Studium war er als PR- und Künstlermanager für Sandra Pires, Christina Stürmer, Hanson, Julian Rachlin, Markus Schirmer, Gaede Trio und Starmania selbstständig tätig.
Seit 1999 hatte er Theater-Engagements, beginnend am Theater am Ortweinplatz in Graz. Gernot Haas wurde dort von der österreichischen Kammerschauspielerin Elfriede Ott entdeckt und absolvierte bei ihr von 2001 bis 2004 eine Schauspielausbildung. Es folgten Auftritte als Schauspieler im Theater am Ortweinplatz, im Grazer Schauspielhaus, am Theater in der Josefstadt, im StadtTheater Walfischgasse in Wien und bei den Nestroy-Festspielen in Maria Enzersdorf.
Haas gab Moderationen und Lesungen sowie Stimmimitationen von Arnold Schwarzenegger, Udo Jürgens oder Marcel Reich-Ranicki für Antenne Steiermark, Radio rs2 Berlin oder Radio kiss fm Los Angeles. Er trat als Kabarettist mit der österreichischen Kabarettistin Irene S. und in Kurzfilmen auf. Gemeinsame Auftritte hatte er unter anderem mit Elfriede Ott, Gerhard Bronner, Senta Berger und Friedrich von Thun.
Im Jahr 2005 erfolgte die Gründung der privaten österreichischen Schauspielschule Schauspielakademie Elfriede Ott gemeinsam mit Elfriede Ott. Gernot Haas war bis September 2013 organisatorischer Leiter der Akademie und unterrichtete Dialekte/Improvisation.
Im Jahr 2009 präsentierte Haas sein erstes Solo-Kabarettprogramm Esoderrisch, bei dem er 23 Rollen verkörperte. Es wurde ein Überraschungserfolg und seit der Premiere bereits vor mehr als 100.000 Besuchern in Österreich, Deutschland und Italien gespielt. Die Presse bezeichnet das Programm als „das herausragendste Kabarettprogramm seit vielen Jahren“ (Grazetta) oder „Kabarett der Spitzenklasse“ (Die Presse).
Zusammen mit dem Schweizer Unternehmer Axel Künzli und dem österreichischen Unternehmer Paul Koch gründete er die TV- und Filmproduktionsfirma Lightkid mit Sitz in München, die sich auf die Produktion von TV-Formaten in den Bereichen Factual Entertainment, Comedy und Dokumentation sowie die Produktion von Spielfilmen spezialisiert hat. Gernot Haas war bei der Lightkid bis Juli 2019 als Geschäftsführer und als Head of Development tätig.
Im Frühjahr 2015 hatte sein neues Solo-Kabarettprogramm !!!ZUSATZ:VORSTELLUNGEN!!! Premiere, das von André Heller als „ein Programm wie kein anderes“ bezeichnet wurde.
Im Jahr 2018 war er das einzige fixe Panel Mitglied in allen neun Folgen der 3. Staffel der österreichischen TV-Comedy-Show Vurschrift is Vurschrift auf Puls4. Im Dezember 2018 liefen die ersten beiden Folgen seiner ersten eigenen Comedy-Serie „Klamke – Die Kiosk Comedy, Sketche und Spaß mit Gernot Haas“ im NDR Fernsehen. Darin spielt Gernot Haas fast alle Rollen selbst. An seiner Seite spielen Uschi Glas, Barbara Schöneberger, Jörg Pilawa, Oliver Kleinfeld und Angelika Strahser.
Seit 2019 moderiert Gernot Haas zusammen mit Kati Bellowitsch im österreichischen Fernsehen die neue Puls4-Hauptabend-Show Des traust di nie, eine Telefonstreiche-Show mit zahlreichen Stargästen. In der Comedy-Show "Comedy Grenzgänger", ebenfalls auf Puls4, ist er in jeder Sendung in der Rolle des Türstehers Sebastian zu sehen, der stark an Sebastian Kurz erinnert.
Im April 2019 hatte sein neues Bühnenprogramm "VIP, VIP, Hurrraa!!!" Premiere, in dem Gernot Haas mehr als 20 Prominente aus Politik, Musik, Showbusiness und Geschichte parodiert.

## Theaterarbeit
- Victor oder die Kinder an der Macht (Victor)
- Leonce und Lena (Leonce)
- Der tollste Tag (Graf Almaviva)
- Die Akte Bauer (Charlie)
- 5 in the sit.com (Romeo)
- Eulenspiegel (Johann)
- Lumpacivagabundus (Windwachel)

## TV/Kino
- 2009: Schnell ermittelt (Fernsehserie, 1 Folge)
- 2009: SOKO Kitzbühel (Fernsehserie, 1 Folge)
- 2010: Furcht und Zittern
- 2010: Inga Lindström – Prinzessin des Herzens
- 2011: Der Winzerkrieg
- 2011: Tatort – Jagdzeit
- 2011: Meine Schwester
- 2011: SOKO Wien (Fernsehserie, 1 Folge)
- 2013: Tatort – Unvergessen
- 2013: Von einem Tag auf den anderen
- 2014: Die Fremde und das Dorf
- 2014: Die Kraft, die Du mir gibst
- 2016: Pregau – Kein Weg zurück (Vierteiler)
- 2019: Klamke – Die Kiosk Comedy, Sketche und Spass mit Gernot Haas (NDR)
- 2020: SOKO Kitzbühel – Gefangen